# Tipling
Tipling (newarski: तिप्लिङ) – gaun wikas samiti w środkowej części Nepalu w strefie Bagmati w dystrykcie Dhading. Według nepalskiego spisu powszechnego z 2001 roku liczył on 463 gospodarstw domowych i 2576 mieszkańców (1281 kobiet i 1295 mężczyzn).